# 熊猫蚁
熊猫蚁（学名：Euspinolia militaris）是蚁蜂科下的一种无翅黄蜂种类，由于其身体颜色与熊猫有些许相像，所以也被俗称为“熊猫蚂蚁”。